# 尤莉安妮·桑托沙
尤莉安妮·桑托沙（1971年10月29日—），印尼前女子羽球運動員。
1991年，尤莉安妮贏得亞洲羽球錦標賽和波蘭羽球公開賽女子單打冠軍。1992年，她贏得中華台北羽球公開賽女子單打冠軍。1993年，她在瑞士羽球公開賽上獲得了成功。在1996年夏季奧運會上，她在女子單打比賽中排名第九。
她曾代表印尼參加1994年優霸盃，在對陣中國的決賽裡，她出賽第二單打，以兩個5:11輸給韓晶娜。最終印尼隊以3-2獲勝而贏得冠軍。